# Dragets skolmuseum

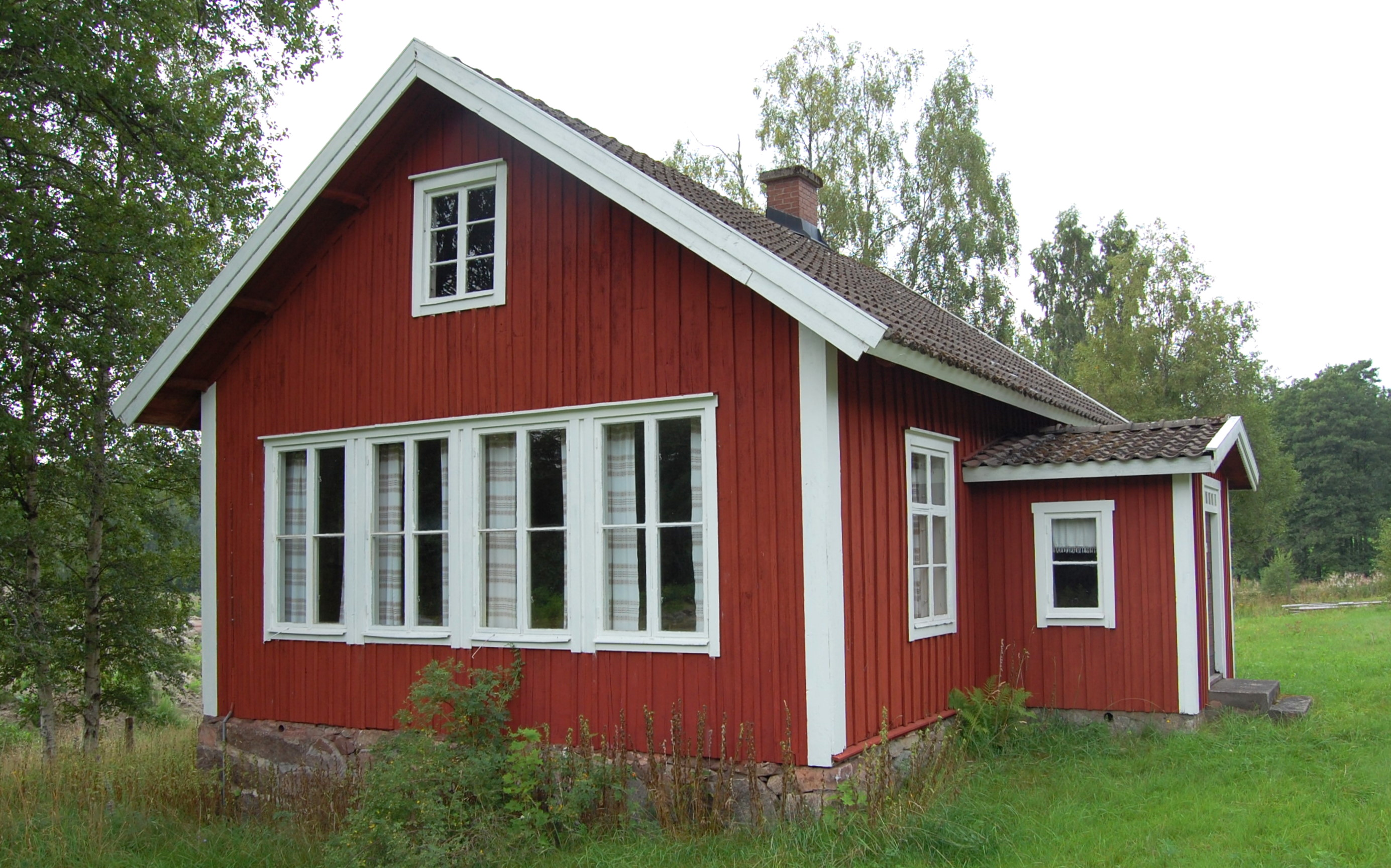
Schulmuseum Draget

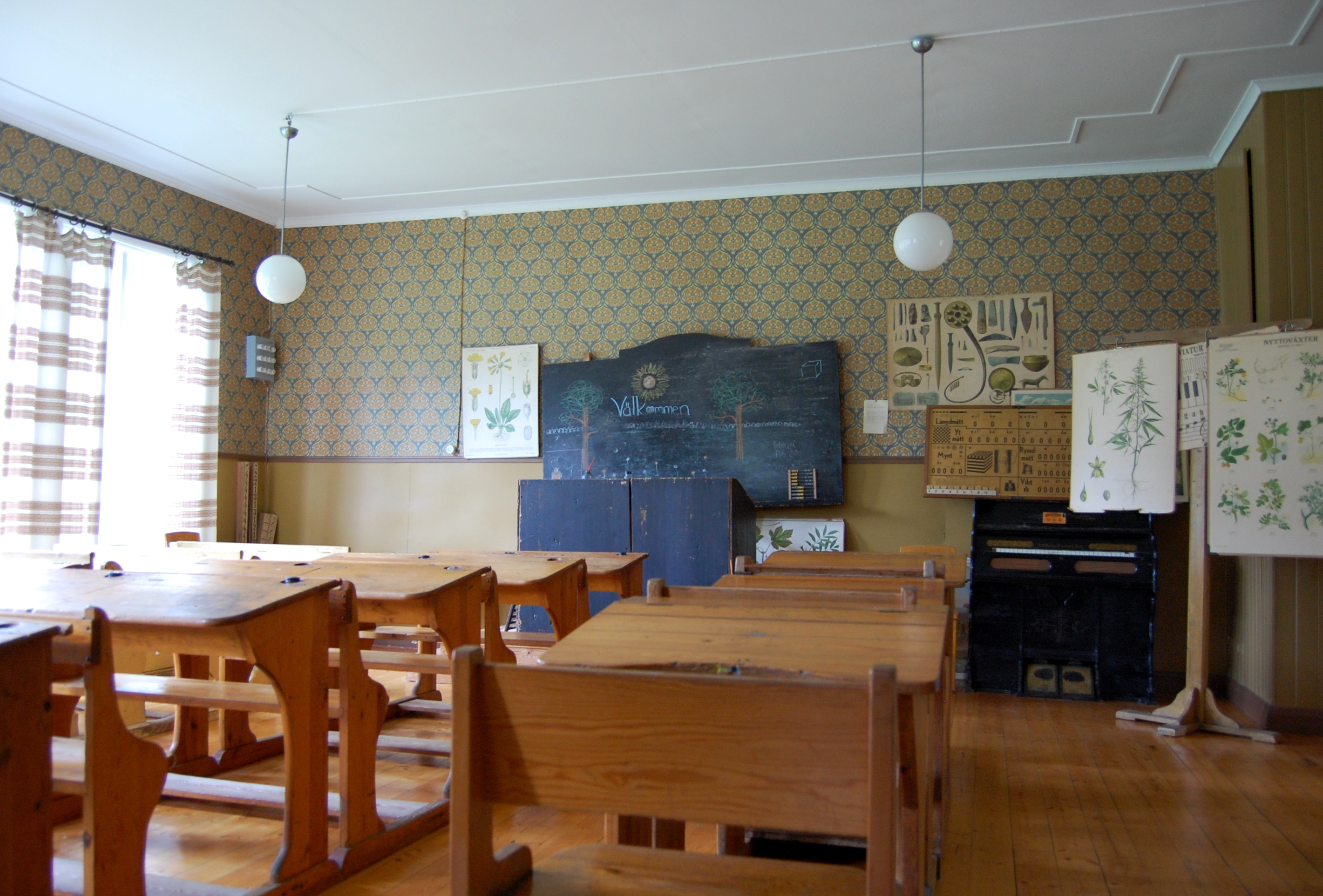
Klassenraum

Das Dragets skolmuseum (deutsch Schulmuseum Draget) ist ein Schulmuseum in Draget in der schwedischen Gemeinde Sävsjö.
Das Schulmuseum ist in einem bis in die 1950er Jahre als Schule genutzten Gebäude untergebracht. Das Schulhaus liegt unmittelbar westlich der Straße von Lammhult nach Rörvik. Die Einrichtung entspricht der originalen Möblierung der Schule. Auch die Lehrmittel entsprechen dem Stand bei Schließung der Schule. Das Museum stellt den Schulbetrieb in einer ländlichen Schule in Schweden dar.
Der Eingang zum Schulgebäude befindet sich an der Ostseite und führt durch einen kleinen Windfang. Von diesem Vorraum gelangt man direkt in den einzigen Klassenraum des Hauses. Er ist für eine Schülerzahl von etwa 20 bis 30 Schülern möbliert. Rechts befindet sich ein Kamin, der zur Beheizung des Hauses dient. Nach rechts gelangt man auch in zwei weitere Räume, die als Vorbereitungsraum des Lehrers und zur Aufbewahrung von Lehrmitteln dienten.
Es gibt keine geregelten Öffnungszeiten, sodass nur bei Bedarf geöffnet wird. Besichtigungswünsche können per an der Eingangstür ausgehängter Telefonnummer mitgeteilt werden.